# Slieve Bloom

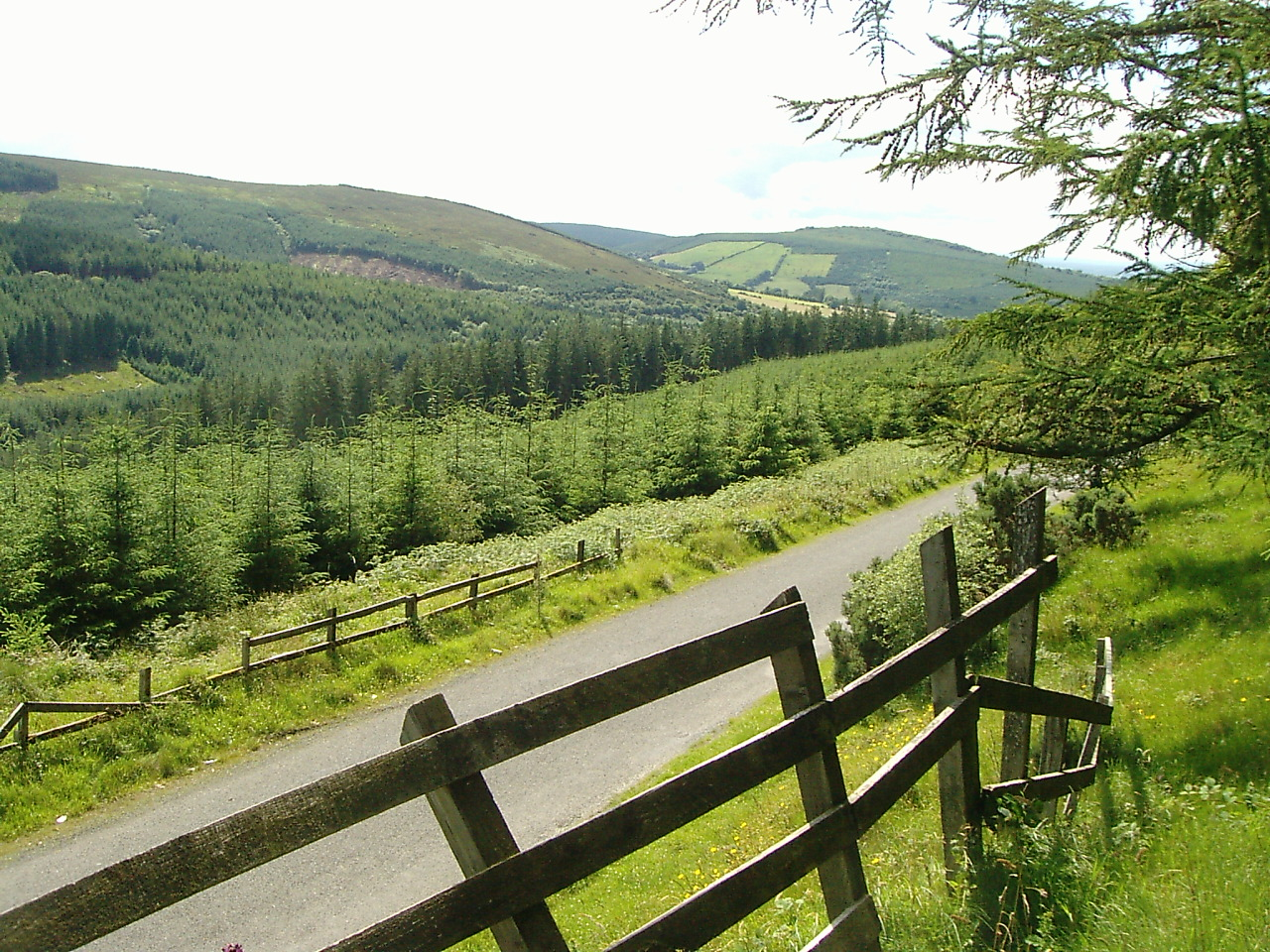
I monti Slieve Blooms, nella contea di Laois

Slieve Bloom è una catena montuosa di dimensioni piuttosto ridotte del Laois, nell'Irlanda centro-meridionale. Visitate abbastanza frequentemente dai turisti per i paesaggi rilassati e incontaminati, le montagne furono anche un buon punto strategico in passato per operazioni militari.